# Bethel (Washington)
Bethel az Amerikai Egyesült Államok északnyugati részén, Washington állam Kitsap megyéjében elhelyezkedő statisztikai település. A 2020. évi népszámlálási adatok alapján 4073 lakosa van.